# حلقه من
«حلقه من» (به انگلیسی: The Reel Me) آلبومی از هنرمند اهل ایالات متحده آمریکا جنیفر لوپز است که در ۱۸ نوامبر ۲۰۰۳ منتشر شد.